# Musée national de Čačak
Le musée national de Čačak (en serbe cyrillique : Народни музеј Чачак ; en serbe latin : Narodni muzej Čačak) est un musée situé à Čačak, en Serbie. Il a été fondé le 30 août 1952. En octobre 2020, la directrice du musée est l'historienne de l'art Delfina Rajić.

## Architecture
Le musée est installé dans le konak de Gospodar Jovan, un bâtiment inscrit sur la liste des monuments culturels de grande importance de la république de Serbie (identifiant no SK 484),,,

Vues du konak.
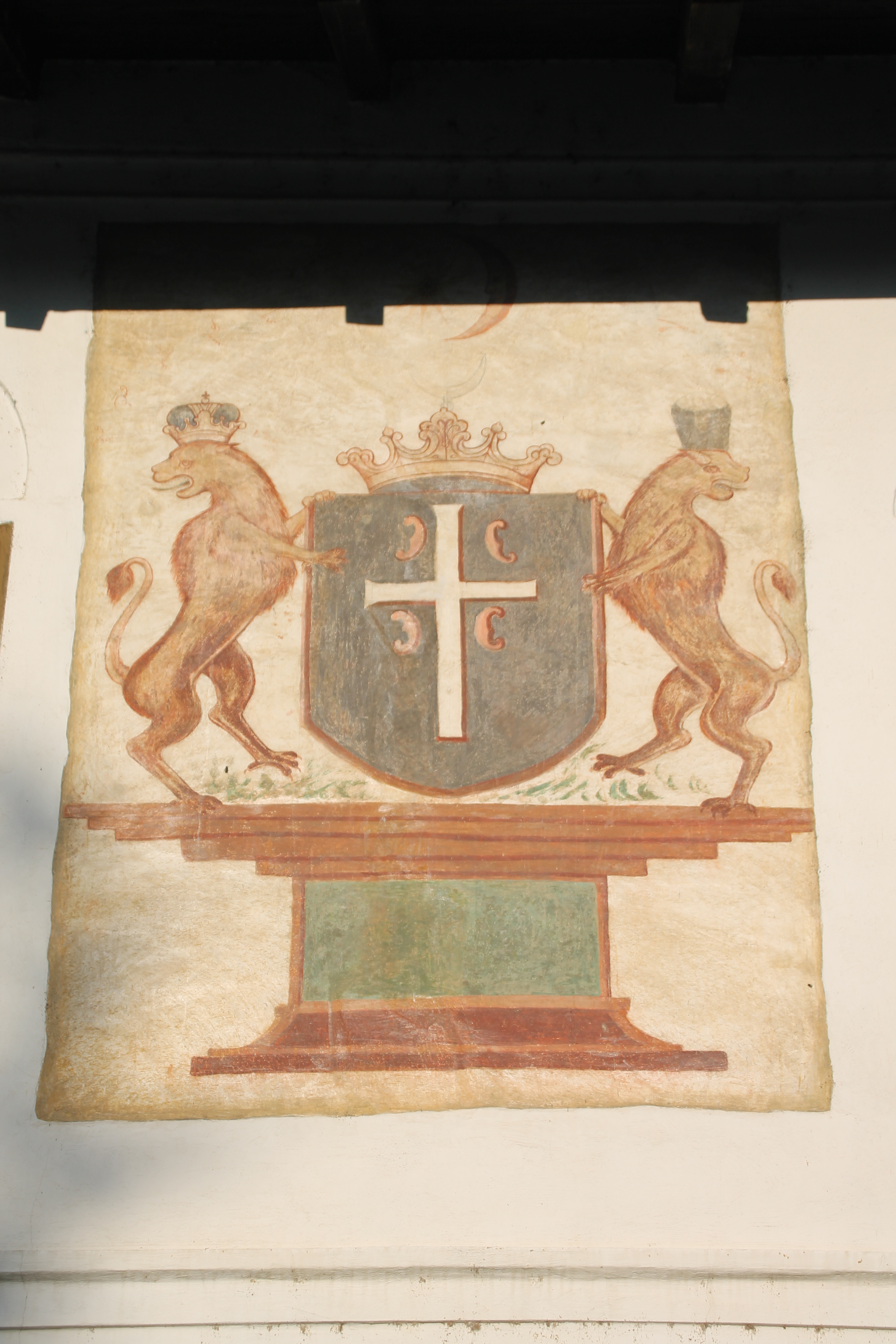
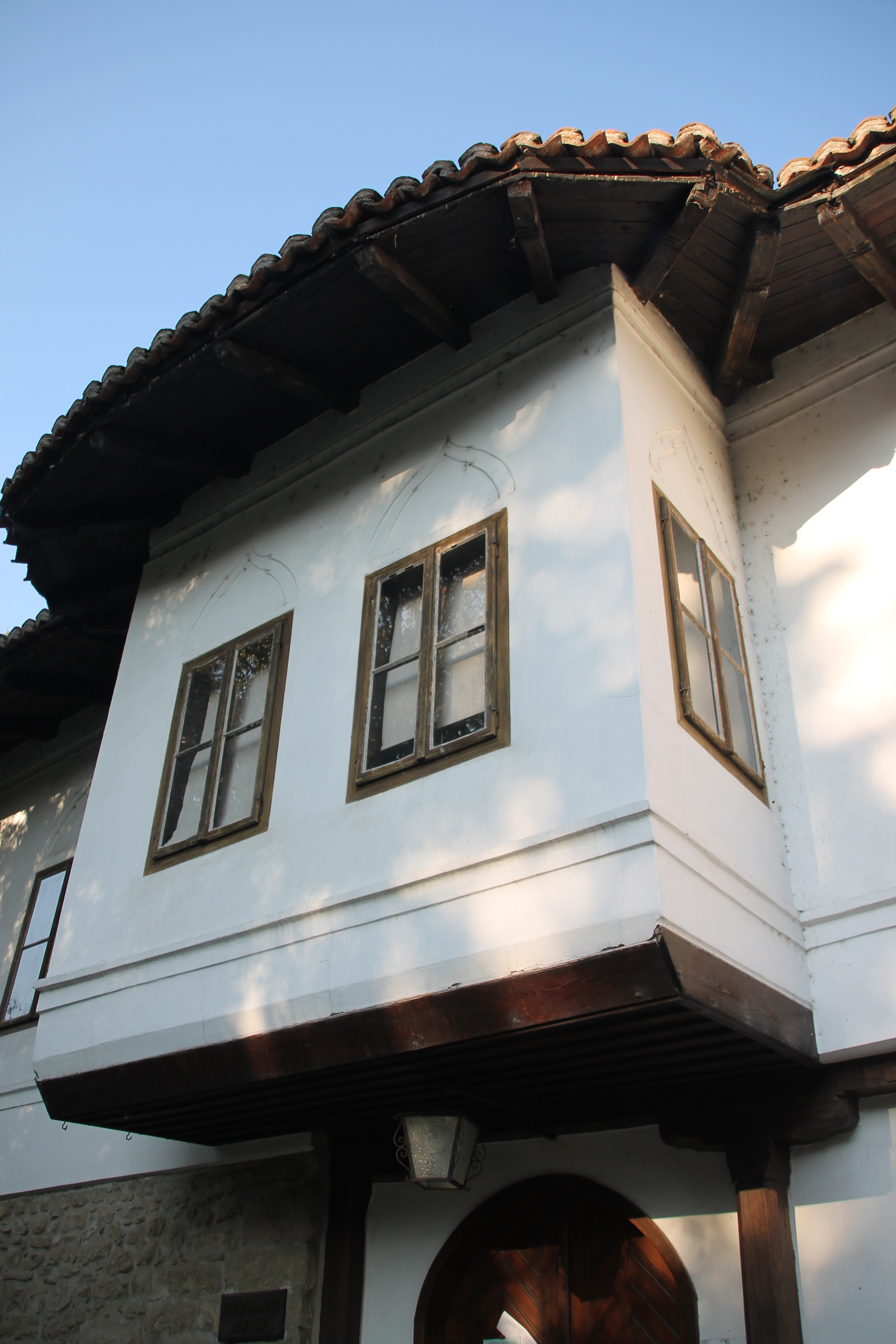
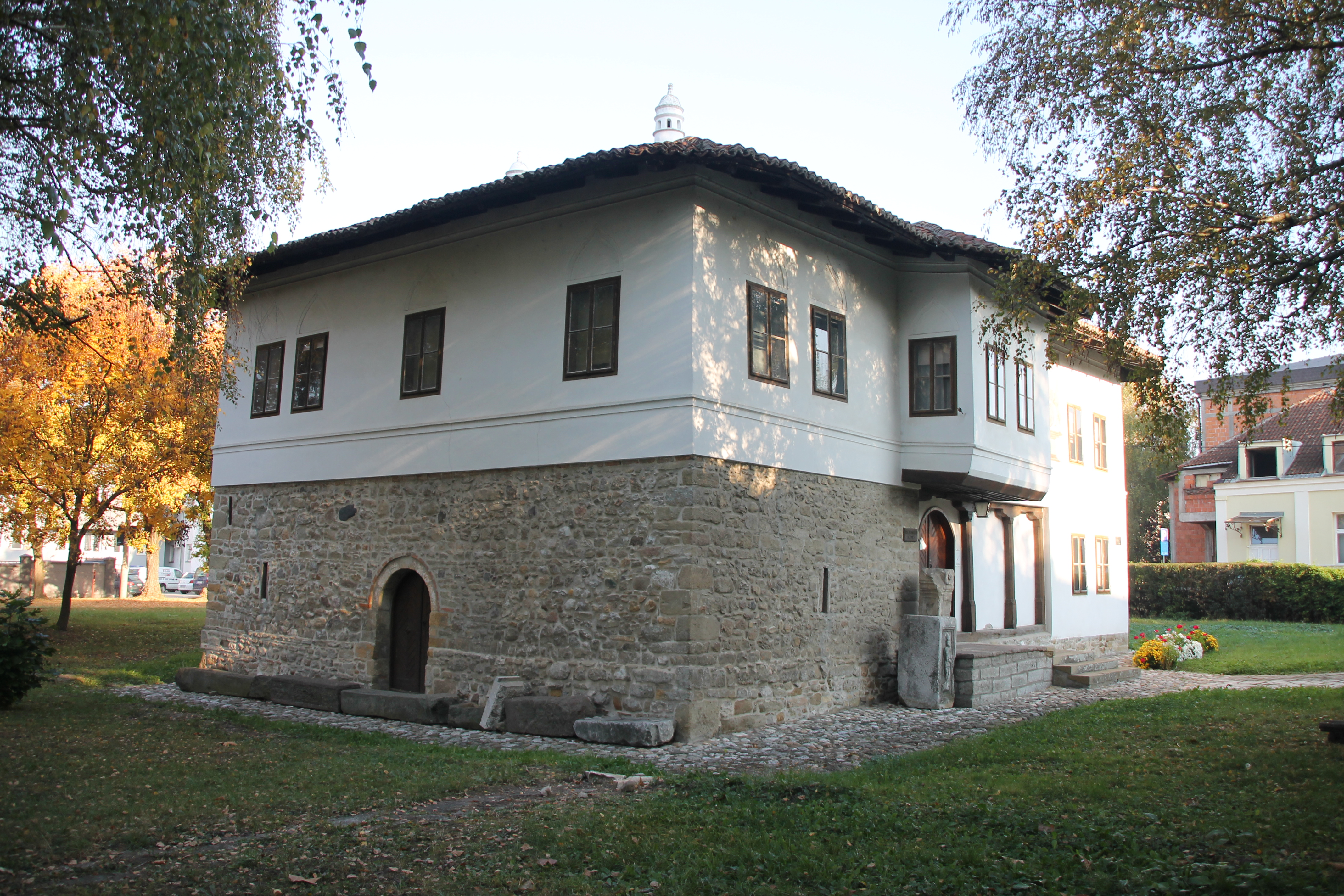
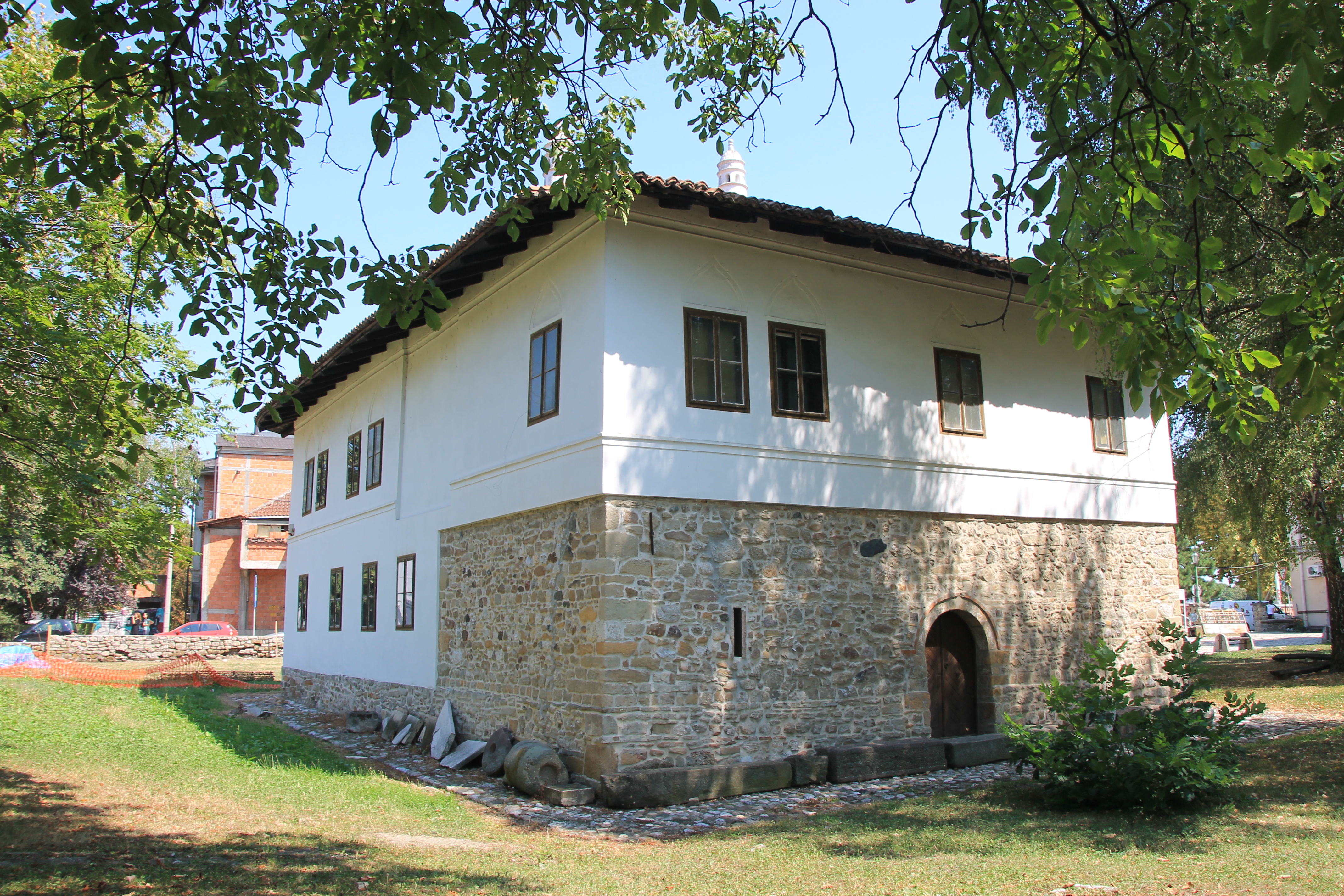
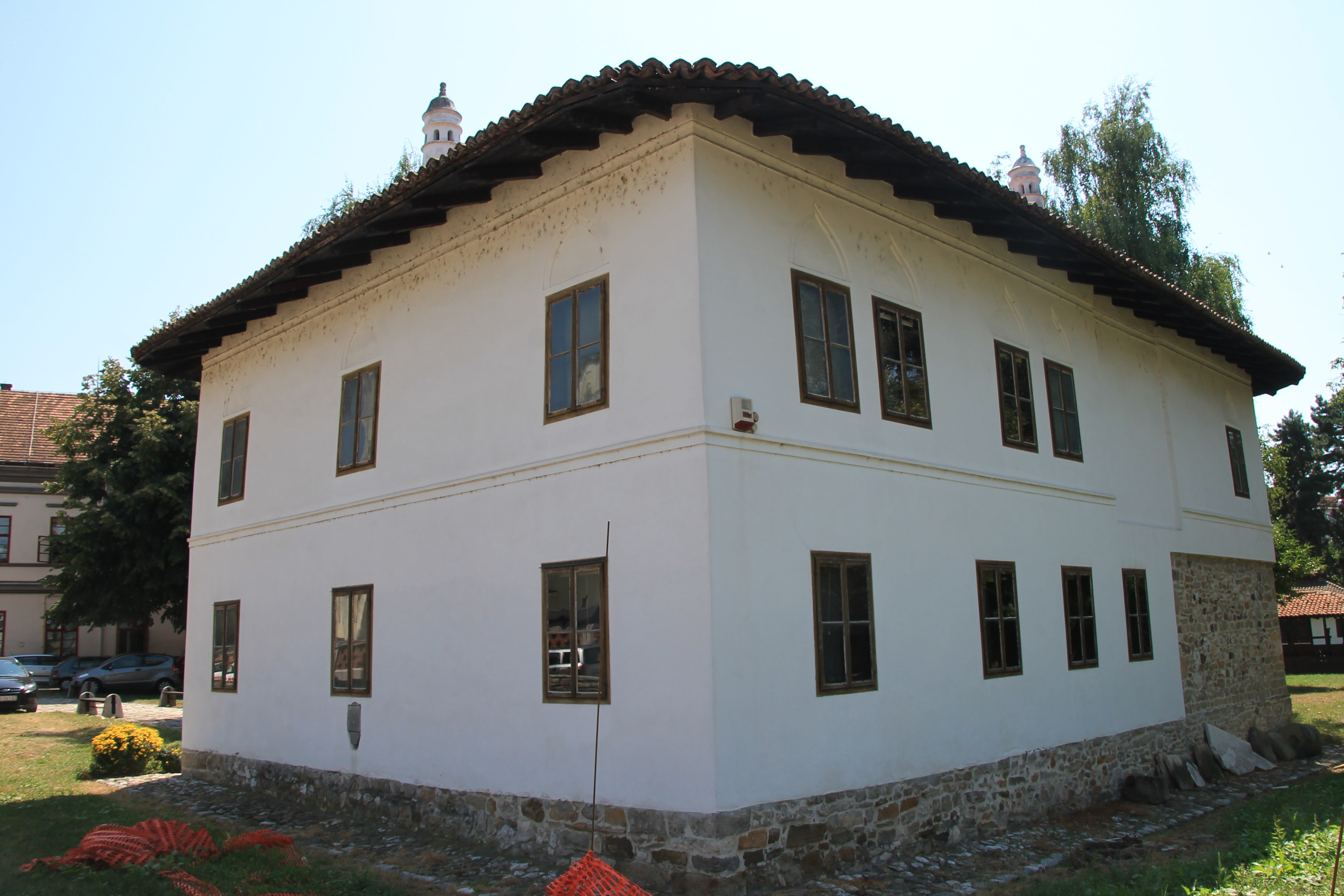